# Цифровий єдиний ринок

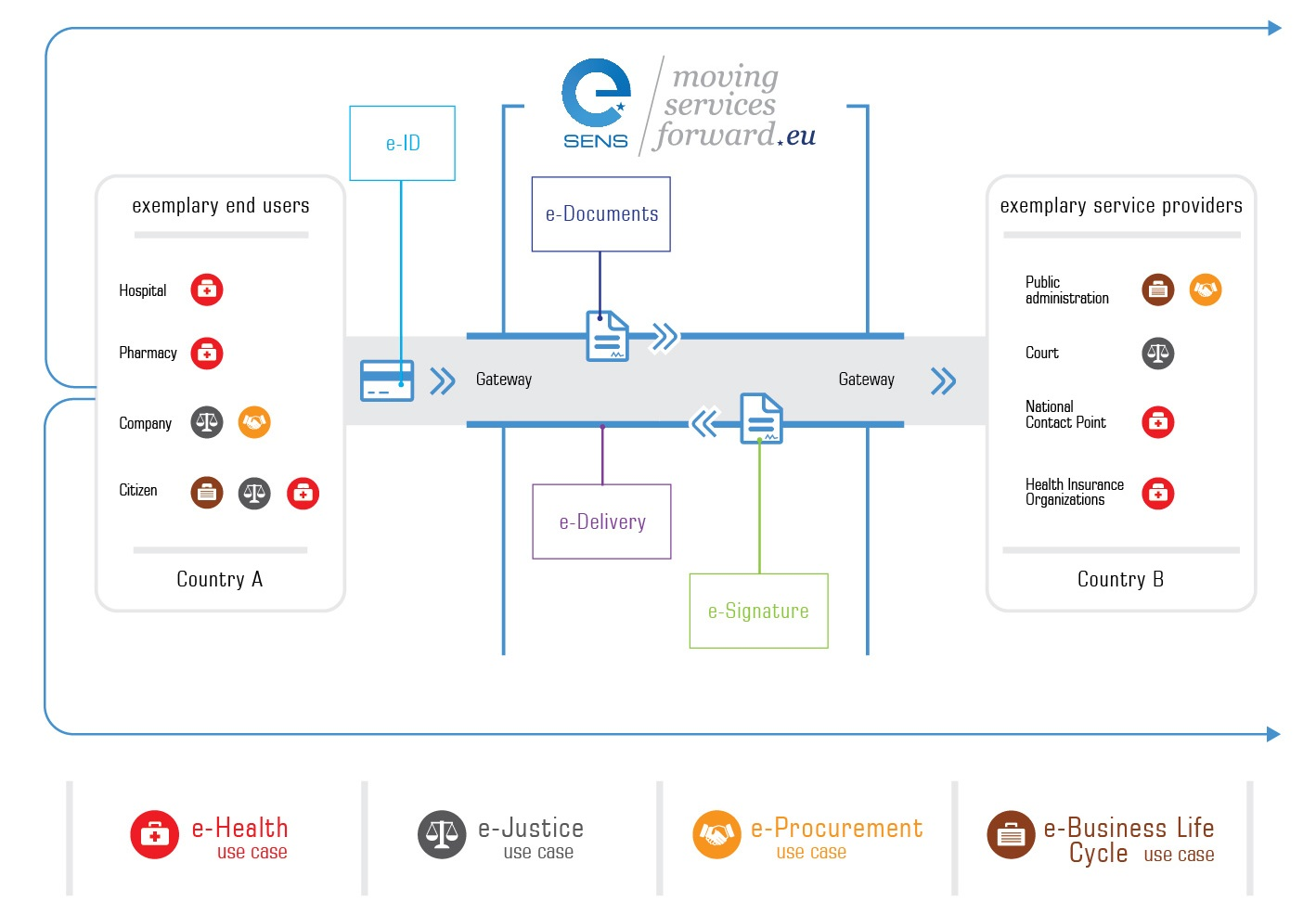
Діаграма єдиного цифрового ринку ЄС та спрощення публічних послуг через кордон

Єдиний цифровий ринок, також Цифровий єдиний ринок — це політичний документ, що належить до Єдиного європейського ринку, та охоплює цифровий маркетинг, електронну комерцію та телекомунікації. Цей політичний документ був оголошений у травні 2015 року Комісією Юнкера.
Членкиня Європейської комісії Маргрет Вестагер відповідає за єдиний цифровий ринок з 1 грудня 2019 року.

## Стратегія
Єдиний цифровий ринок є частиною програми Цифровий порядок денний для Європи 2020, ініціативи стратегії «Європа-2020». Він визначений Стратегією єдиного цифрового ринку для Європи Європейською комісією.
Три основні «стовпи» стратегії Європейської Комісії:
- Доступ до онлайн-продуктів і послуг;
- Умови для розвитку та процвітання цифрових мереж та послуг;
- Зростання європейської цифрової економіки.

Вони повинні вирішувати такі питання, як «реформа європейського закону про авторські права» та «перегляд правил щодо аудіовізуальних засобів масової інформації», геоблокування, транскордонні продажі, «реформа правил телекомунікацій ЄС», «цифрові послуги, що мають справу з обробкою персональних даних» та «побудова економіки, що приводиться в дію даними».
Реалізація цієї стратегії почалася введенням Директиви про авторське право на єдиному цифровому ринку, вперше випущеної Європейською Комісією у вересні 2016, затвердженої Парламентом 26 березня 2019, Радою Європейського Союзу 15 квітня 2019 та такої, що набула чинності 6 червня 2019 року.

## Закон про цифрові ринки (DMA)
3 травня 2023 року, в ЄС офіційно набув чинності «Закон про цифрові ринки» (DMA). Згідно повідомлення TechCrunch, зазначений Закон призначений для компаній-гейткіперів, яких користувачам складно уникнути через їхнє домінантне становище в інтернеті. За порушення правил компаніям загрожують штрафи в розмірі до 10 % від їхнього загального світового обороту за попередній фінансовий рік, або до 20 % в разі повторного порушення. Закон ЄС про цифрові ринки (DMA) ухвалили навесні 2022 року. DMA спрямований на забезпечення того, щоб цифрові ринки залишалися «відкритими та конкурентоспроможними». Зафіксований у ньому набір умов призначений для стримування звичних антиконкурентних дій.
DMA має проактивно регулювати цифрових гігантів та змусити їх підтримувати конкуренцію та бути чутливими до потреб споживачів, а не лише для власної вигоди. Apple і Google вже окреслили, як вони виконуватимуть нові закони ЄС про конкуренцію: Apple готується дозволити альтернативні магазини програм на iPhone та iPad. Google буде зобов’язаний зробити те ж саме, тобто користувачі зможуть встановлювати програми поза App Store та Google Play Market. Однак, потрібен певний час, щоби загальноєвропейське регулювання запрацювало. Також поки невідомо, наскільки сильно DMA протидіятиме технологічним гігантам, які звикли діяти так, як їм подобається, і/або лобіювати свої інтереси. Протягом наступних кількох років ми також можемо очікувати збільшення кількості альтернативних магазинів застосунків.
Також неминучими є численні судові позови, які перевірятимуть межі та міцність DMA. Споріднений з DMA закон про цифрові послуги (DSA) вже визначив 19 онлайн-платформ (VLOP), на які поширюються його правила. Цілком ймовірно, що деякі з тих самих компаній, які є VLOP, згідно з DSA, вважатимуться гейткіперами згідно з DMA. На них покладуть додаткові зобов’язання.

## Вартість роумінгу в ЄС
Вартість роумінгу в ЄС протягом багатьох років засмучувала більшу частину населення Європи, особливо через підвищений інтерес до використання даних під час подорожей. З 15 червня 2017 члени країн ЄС мають змогу подорожувати без плати за роумінг.

## Значення
Єдиний європейський цифровий ринок став би одним із найоб'ємніших торгових ринків у світі для онлайн-бізнесу. За оцінками, покупці з Великої Британії витратили €153 мільярдів онлайн в 2016. За цей же час США витратили €363 мільярдів онлайн. Витрати на Інтернет в ЄС оцінюються приблизно в €500 мільярд — цифра, яка, як очікується, подвоїться до 2020 року, якщо Єдиний цифровий ринок ЄС матиме успіх. За даними Комісії Юнкера, цілком функціональний цифровий єдиний ринок може внести €415 млрд на рік для економіки ЄС.